# Witoszówka
Witoszówka, Witoszowski Potok – potok w województwie dolnośląskim, lewostronny dopływ Bystrzycy o długości 14,06 km. Płynie przez Świdnicę, Witoszów Dolny, Witoszów Górny i Pogorzałę. W Świdnicy utworzony został Zalew Witoszówka.
W rzece żyją m.in.: pstrąg potokowy, strzebla, okoń, kiełb.